# میمولوس لویسی
میمولوس لویسی (نام علمی: Mimulus lewisii) نام یک گونه از فرمانرو گیاه است.